# Карел Земан
Ка́рел Зе́ман (чеськ. Karel Zeman; 3 листопада 1910, Остромерж, Австро-Угорщина — 5 квітня 1989, Готвальдов, Чехословаччина) — чехословацький кінорежисер, сценарист та художник-аніматор; один із засновників чеської лялькової анімації. Народний артист Чехословаччини (1970) .

## Біографія
Карел Земан народився 3 листопада 1910 року в Остромержі, на той час Австро-Угорщина. Був старшим братом Борживоя Земана, також кінематографіста, режисера пародійного детектива «Привид замку Моррисвілль». З дитинства любив ляльки і часто влаштовував удома лялькові вистави, навіть заснував свій ляльковий театр, але той проіснував недовго. У Парижі поступив в Художньо-промислову школу. У 1942 році почав працювати в кіноательє в місті Зліне, де створив свій перший анімаційний фільм «Різдвяний сон», отримавши за нього у 1946 році приз за найкращий короткометражний фільм на 1-му Каннському міжнародному кінофестивалі.
Потім Земан знімає декілька мультфільмів з постійним персонажем паном Прокоуком. Спільно з Герміною Тирловою тв Їржі Трнкою він стає засновником чеської лялькової мультиплікації. У 1949 році Земан знімає свій перший кольоровий анімаційний фільм — «Натхнення», в якому використав фігурки з кольорового скла. У своєму першому повнометражному мультфільмі, «Скарб Пташиного острова» (1952), режисер з'єднав мальовану і лялькову анімацію.
У 1955 році виходить перший повнометражний комбінований трюковий фільм Карела Земана — «Подорож до початку часів», в якому режисер поєднує гру акторів з ляльковою анімацією і об'ємними макетами . Міжнародну популярність Земану приніс його наступний фільм — «Згубний винахід» (1958; у радянському прокаті «Таємниця острова Бек-Кап»), знятий за мотивами роману Жуля Верна «Прапор Батьківщини». У цьому фільмі остаточно оформився стиль режисера. Об'єднуючи гру акторів з різними видами анімації, об'ємними макетами і мальованими задниками, Карел Земан стилізує фільм під гравюри перших ілюстраторів романів французького письменника. Фільм отримав Гран-прі на Всесвітній виставці 1958 року у Брюсселі; критики і журналісти порівнювали режисера з Жоржем Мельєсом. Знайденого стилю художник дотримувався і в подальших трюкових фільмах: в «Баронові Мюнхгаузені» (1961) відправною точкою для нього стали малюнки Гюстава Доре, а в «Хроніці блазня» (1964; у радянському прокаті «Два мушкетери») — гравюри XVII століття. За мотивами творів Жуля Верна Земан зняв ще два фільми — «Викрадений дирижабль» (1967) та «На кометі» (1970).
На початку 1970-х років у Земана несподівано відмовив зір, і йому довелося перенести важку операцію кришталиків очей. Ослаблий зір дозволяв режисерові знімати нові комбіновані фільми, і він повернувся до «чистої» анімації. Відтоді художник працював у техніці плоскої паперової маріонетки. У цій техніці він зняв три повнометражні анімаційні фільми: «Тисяча та одна ніч», «Крабат — учень чаклуна» (1977) і «Казка про Гонзика і Марженку» (1980; останній фільм Земана).
Карел Земан помер 5 квітня 1989 року в Празі у віці 78 років.
У жовтні 2012 року в Празі відкрився музей Карела Земана.

## Фільмографія
| Рік  |     | Назва українською                              | Оригінальна назва                          | Режисер | Сценарист | Художник |
| ---- | --- | ---------------------------------------------- | ------------------------------------------ | ------- | --------- | -------- |
| 1945 | к/м | Різдвяний сон                                  | Vánocní sen                                | Так     | Так       |          |
| 1946 | к/м | Підкова на щастя                               | Podkova pro stestí                         | Так     | Так       |          |
| 1946 |     | Хом'як                                         | Krecek                                     | Так     | Так       |          |
| 1947 | к/м | Пан Прокоук у спокусі                          | Pan Prokouk v pokusení                     | Так     | Так       |          |
| 1947 | к/м | Пан Прокоук-бюрократ                           | Pan Prokouk ouraduje                       | Так     | Так       |          |
| 1948 | к/м | Пан Прокоук знімає фільм                       | Pan Prokouk filmuje                        | Так     | Так       |          |
| 1949 |     | Натхнення                                      | Inspirace                                  | Так     |           |          |
| 1949 | к/м | Пан Прокоук-винахідник                         | Pan Prokouk vynálezcem                     | Так     | Так       |          |
| 1950 | к/м | Король Лавра                                   | Král Lávra                                 | Так     | Так       |          |
| 1952 |     | Скарб Пташиного острова                        | Poklad Ptacího ostrova                     | Так     | Так       | Так      |
| 1955 |     | Подорож до початку часів                       | Cesta do praveku                           | Так     | Так       |          |
| 1955 |     | Пан Прокоук, друг звіряток                     | Pan Prokouk, prítel zvírátek               | Так     |           |          |
| 1958 |     | Згубний винахід (Таємниця острова Бек-Кап)     | Vynález zkázy                              | Так     | Так       | Так      |
| 1960 |     | Латерна магіка II                              | Laterna magika II                          | Так     | Так       |          |
| 1962 |     | Барон Мюнхгаузен                               | Baron Prásil                               | Так     | Так       | Так      |
| 1964 |     | Хроніка блазня                                 | Bláznova kronika                           | Так     | Так       |          |
| 1964 | к/м | Без паспорта і візи з Кудлова до Сан-Франциско | Bez pasu a víza z Kudlova do San Franciska | Так     |           |          |
| 1966 |     | Викрадений дирижабль                           | Ukradená vzducholod                        | Так     | Так       | Так      |
| 1970 |     | На кометі                                      | Na komete                                  | Так     | Так       | Так      |
| 1974 |     | Тисяча та одна ніч                             | Pohádky tisíce a jedné noci                | Так     | Так       |          |
| 1977 |     | Крабат — учень чаклуна                         | Carodejuv ucen                             | Так     | Так       |          |
| 1980 |     | Казка про Гонзика і Марженку                   | Pohádka o Honzíkovi a Marence              | Так     | Так       | Так      |

## Визнання
| Рік                                         | Категорія                                | Фільм            | Результат |
| ------------------------------------------- | ---------------------------------------- | ---------------- | --------- |
| Каннський міжнародний кінофестиваль         |                                          |                  |           |
| 1946                                        | Найкращий короткометражний фільм         | Різдвяний сон    | Перемога  |
| Міжнародний кінофестиваль у Локарно         |                                          |                  |           |
| 1962                                        | Срібна мушля за найкращий художній фільм | Барон Мюнхгаузен | Номінація |
| 1962                                        | Премія «Г'юго»                           |                  |           |
| 1962                                        | Найкраща драматична постановка           | Згубний винахід  | Номінація |
| Кінофестиваль кінофестиваль у Сан-Франциско |                                          |                  |           |
| 1964                                        | Найкращий фільм                          | Хроніка блазня   | Перемога  |
| 1964                                        | Найкращий режисер                        | Хроніка блазня   | Перемога  |